# موز ویریدیس
موز ویریدیس (نام علمی: Musa viridis) نام یک گونه از سرده موز است.